# Opius najade
Opius najade är en stekelart som beskrevs av Fischer 1968. Opius najade ingår i släktet Opius och familjen bracksteklar. Inga underarter finns listade i Catalogue of Life.